# Berlin 36
Berlin 36 é um filme alemão de 2009, do gênero drama biográfico, dirigido por Kaspar Heidelbach, com roteiro baseado na vida da atleta judia Gretel Bergmann e sua participação nos Jogos Olímpicos de Verão de 1936.

## Sinopse
A atleta alemã do Salto em altura Gretel Bergmann vive radicada na Inglaterra devido as restrições impostas em seu país pelo governo nazista aos judeus.
Por ocasião dos Jogos Olímpicos de Berlim, em 1936, o Comitê Olímpico dos Estados Unidos passou a exigir que os atletas judeus da Alemanha não fossem excluídos do evento. Convencida pelo pai, Gretel regressa à Alemanha e é incluída na equipe olímpica alemã.
Entretanto, Hans von Tschammer und Osten, a autoridade dos esportes da Alemanha, procura de várias maneiras impedir a participação de qualquer atleta judeu na olimpíada, especialmente de Gretel, que é favorita a medalha de ouro no salto. Providencia a inclusão de Marie Ketteler, outra concorrente as vagas para a olimpíada, substitui o treinador Hans Waldmann, que mantinha atitude imparcial com os atletas, por Sigrid Kulmbach, que discrimina Gretel e privilegia suas concorrentes Marie, Thea e Lilly.
Mesmo com essas atitudes, Gretel se mostra muito a frente das outras. Marie Ketteler se comporta estranhamente nos vestiários quando não se mostra nua na frente das outras. Um determinado dia, Gretel acidentalmente entre no banheiro reservado do vestiário e ali encontra Marie e percebe ser ela um homem. Permanece a amizade mesmo quando, a pretexto de falta de desempenho, Gretel é excluída da equipe olímpica.

## Elenco
- Karoline Herfurth .... Gretel Bergmann
- Sebastian Urzendowsky .... Marie Ketteler
- Axel Prahl .... Hans Waldmann
- Robert Gallinowski .... Sigfrid Kulmbach
- Thomas Thieme .... Hans von Tschammer und Osten
- Julie Engelbrecht .... Elisabeth 'Lilly' Vogt
- Klara Manzel .... Thea Walden
- John Keogh .... Avery Brundage
- August Zirner .... Edwin Bergmann
- Maria Happel .... Paula Bergmann
- Franz Dinda .... Rudolph Bergmann
- Leon Seidel .... Walter Bergmann
- Johann von Bülow .... Karl Ritter von Halt